# Zwarte wielewaal
De zwarte wielewaal (Oriolus hosii) is een zangvogel uit de familie Oriolidae (Wielewalen en vijgvogels). Deze vogel is genoemd naar de Engelse zoöloog Charles Hose (1863-1929).

## Verspreiding en leefgebied
Deze soort is endemisch in noordelijk Borneo.

## Status
Er is weinig bekend over de zwarte wielewaal maar aangenomen wordt dat de populatie niet heel groot is en dat de aantallen achteruitgaan door habitatverlies. Op de Rode lijst van de IUCN heeft deze soort daarom de status gevoelig.